# Грант-Сіті (Міссурі)
Грант-Сіті (англ. Grant City) — місто (англ. town) в США, в окрузі Ворт штату Міссурі. Населення — 817 осіб (2020).

## Географія
Грант-Сіті розташований за координатами 40°29′9″ пн. ш. 94°24′48″ зх. д. / 40.48583° пн. ш. 94.41333° зх. д. (40.485779, -94.413458).  За даними Бюро перепису населення США в 2010 році місто мало площу 3,44 км², уся площа — суходіл.

## Демографія
Згідно з переписом 2010 року, у місті мешкало 859 осіб у 378 домогосподарствах у складі 227 родин. Густота населення становила 250 осіб/км².  Було 473 помешкання (137/км²).
Расовий склад населення:
| - 98,4 % — білих - 0,3 % — чорних або афроамериканців - 0,1 % — корінних американців - 0,1 % — азіатів |

До двох чи більше рас належало 0,2 %. Частка іспаномовних становила 1,0 % від усіх жителів.
За віковим діапазоном населення розподілялося таким чином: 19,7 % — особи молодші 18 років, 53,6 % — особи у віці 18—64 років, 26,7 % — особи у віці 65 років та старші. Медіана віку мешканця становила 47,4 року. На 100 осіб жіночої статі у місті припадало 86,7 чоловіків;  на 100 жінок у віці від 18 років та старших — 77,8 чоловіків також старших 18 років.
Середній дохід на одне домашнє господарство  становив 42 783 долари США (медіана — 38 583), а середній дохід на одну сім'ю — 50 984 долари (медіана — 47 500). Медіана доходів становила 29 489 доларів для чоловіків та 22 500 доларів для жінок. За межею бідності перебувало 21,0 % осіб, у тому числі 34,8 % дітей у віці до 18 років та 17,5 % осіб у віці 65 років та старших.
Цивільне працевлаштоване населення становило 350 осіб. Основні галузі зайнятості: освіта, охорона здоров'я та соціальна допомога — 27,1 %, роздрібна торгівля — 18,0 %, виробництво — 12,9 %, будівництво — 10,0 %.